# جنبش میهن‌پرستان
در ایالات متحده آمریکا، جنبش میهن‌پرستان، اصطلاحی است که برای توصیف مجموعه‌ای از جنبش‌های سیاسی ناسیونالیست و پوپولیست راست غیرمتحد، به ویژه شبه‌نظامیان مسلح راست افراطی، شهروندان مستقل و معترضان مالیاتی استفاده می‌شود.
ایدئولوژیی که توسط گروه‌های جنبش میهن‌پرستی ترویج می‌شود، اغلب بر تئوری‌های توطئه ضددولتی تمرکز دارند؛ اتحادیه آنان این باور رایج را توصیف می‌کند که «دولت (بر مردم) نفوذ کرده و برانداز شده‌ است» و دیگر مشروعیت ندارد. این جنبش اولین بار در سال ۱۹۹۴ در واکنش به آنچه که اعضایش «سرکوب خشونت‌آمیز دولت» گروه‌های مخالف، همراه با افزایش کنترل اسلحه و دولت کلینتون می‌نامیدند، پدیدار شد.

## تاریخچه
مورخان، شکل‌گیری جنبش میهن‌پرستان و ریشه‌های آن را در بحران مزرعه‌داری آمریکا در دهه ۱۹۸۰ می‌دانند. از آن‌جایی که سیاست‌های مختلف برای کار کشاورزان به بدهکار کردن آنان مبتنی بود، گروه‌هایی که در حاشیه سیاست آمریکا قرار داشتند، جوامع روستایی را با طیفی از ادبیات تئوری توطئه که برگرفته از سنت‌های موجود یهودی‌ستیزی، بومی‌گرایی و پیلیومحافظه‌کاری بود، درگیر و وارد جبش کردند. لیندن لاروش، لابی لیبرتی و سازمان قدرت برای کشور در کمپین‌های این جنبش شرکت داشتند.

## دیدگاه‌ها
گروه‌های مختلف همسو با جنبش میهن پرستان اغلب به عنوان نژادپرست، بیگانه هراس، افراط گرا، یهودی‌ستیز، ضداسلام، ضد مهاجر و خشونت طلب توسط گروه‌هایی مانند SPLC, ADL و FBI شناخته می‌شوند.